# Proutiana perconspersa
Proutiana perconspersa là một loài bướm đêm trong họ Geometridae.